# Flughafen Braunschweig-Wolfsburg
De Luchthaven Braunschweig-Wolfsburg (Duits: Flughafen Braunschweig-Wolfsburg) is een luchthaven in de stad Braunschweig (Brunswijk) in de deelstaat Nedersaksen in Duitsland.

## Geschiedenis
Het vliegveld werd in de jaren 1935 en 1936 aangelegd als vliegveld voor de burgerluchtvaart.
Van 1939-1945 was het een militair vliegveld (Fliegerhorst). Daarna werd het weer een vliegveld voor de burgerluchtvaart.  Al voor de Tweede Wereldoorlog was er een aantal wetenschappelijke instellingen gevestigd, die met de luchtvaart te maken hebben.
Het vliegveld kampt sinds 2009 met het probleem, dat het wil uitbreiden. Maar dat kan niet, o.a. vanwege milieubezwaren. Bovendien is na 2015 de vraag gerezen, of uitbreiding nog zinvol is, daar de Volkswagen AG van plan is, niet meer van grote privé-vliegtuigen gebruik te maken. De discussie hierover is anno 2020 nog open.

## Technische gegevens
ICAO-code: EDVE, IATA- code BWE
Coördinaten	
52° 19′ 9″ N, 10° 33′ 32″ O
Hoogte : 84 m (276 ft) boven zeeniveau
Start- en landingsbaan:  08/26	lengte: 2300 m, breedte:  45 m (asfalt). Daarnaast is er voor zweefvliegtuigjes een 950 m lange graspiste.

## Hier gevestigde instanties en bedrijven
Er worden bij deze luchthaven  door het Deutsche Zentrum für Luft- und Raumfahrt proeven gedaan met de toepassing van het Galileo (navigatiesysteem) voor de luchtvaart.
Het Luftfahrt-Bundesamt, de hoogste Duitse instantie die toezicht houdt op de luchtvaart, heeft zijn hoofdkantoor hier gevestigd. Deze instantie ressorteert onder het Bundesverkehrsministerium (equivalent van het Ministerie voor Verkeer en Waterstaat in Nederland) en beslist o.a. over de toelatingseisen voor vliegtuigen en luchthavens en de opleidingseisen voor piloten e.d.
De luchthaven is voorzien van faciliteiten voor de zweefvliegsport. Men kan er leren parachutespringen.

## Bereikbaarheid
De luchthaven ligt 8 km ten noorden van de stad Brunswijk en 24 km ten zuidwesten van Wolfsburg.
De Autobahn A2 heeft een afrit dicht bij het vliegveld.
Openbaar vervoer: Vanaf Braunschweig Hauptbahnhof stadsbuslijn 436, 413.

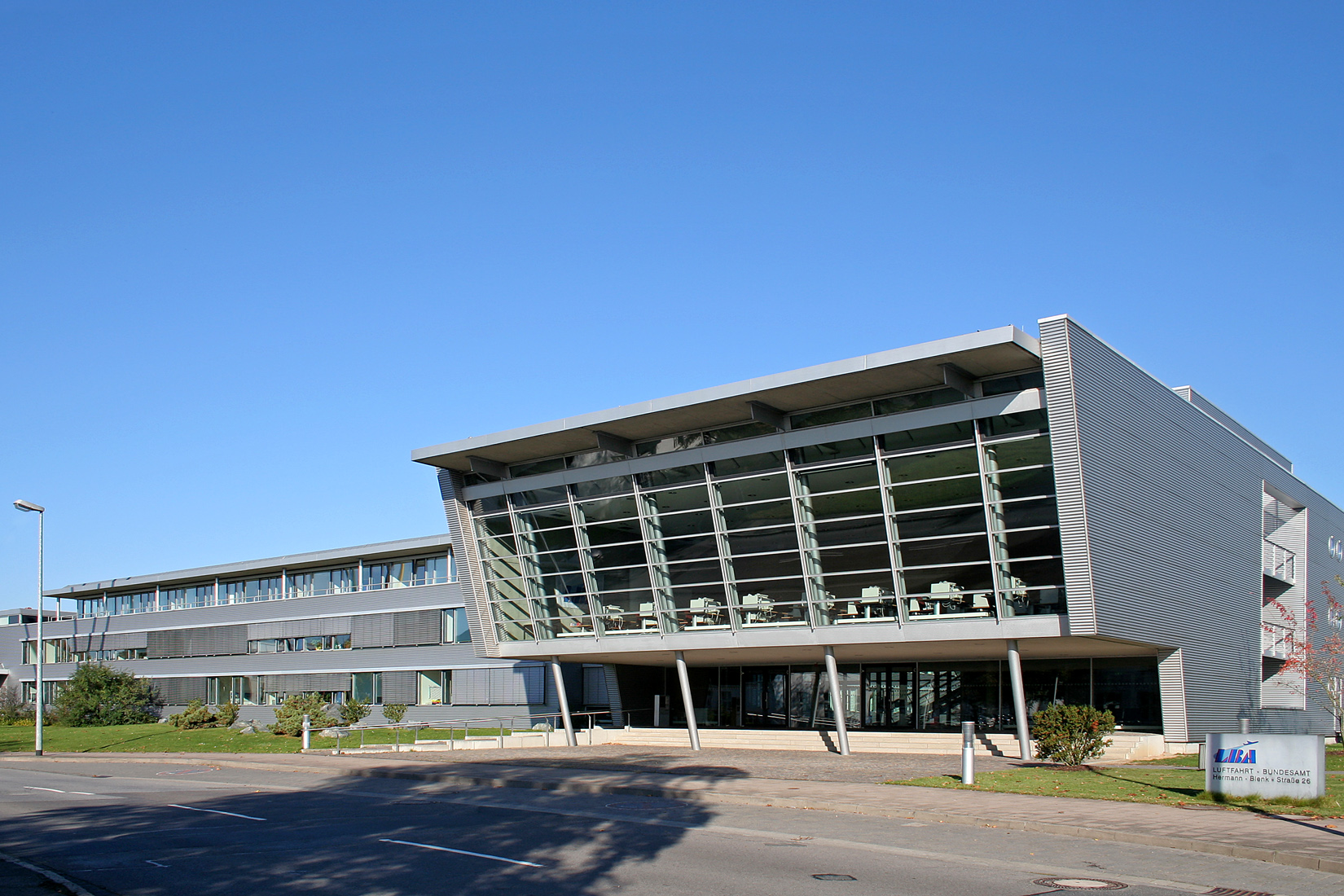
Gebouw van het Luftfahrt-Bundesamt in Braunschweig-Waggum
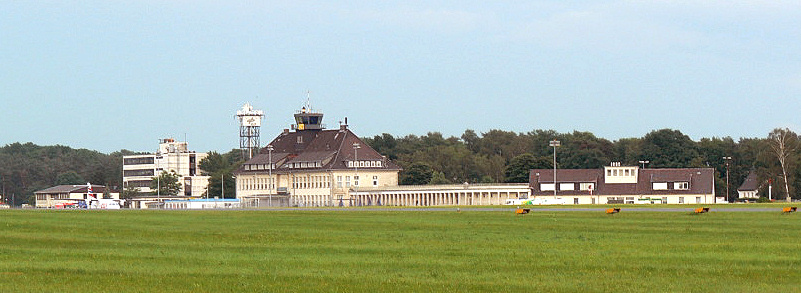
Het vliegveld (aug. 2007)
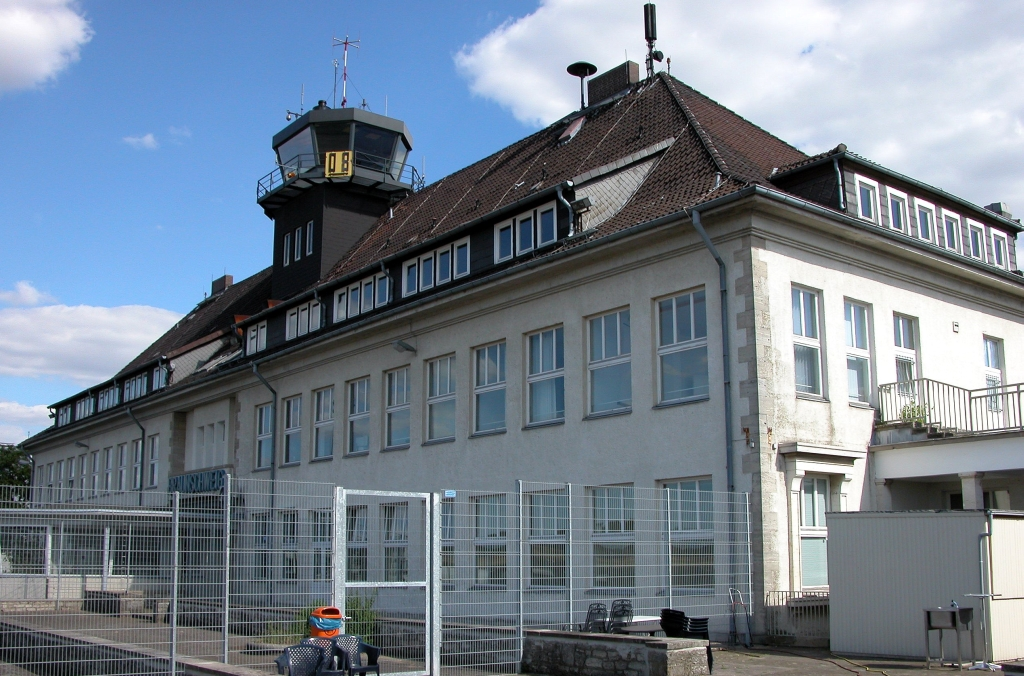
Hoofdgebouw van het vliegveld